# Darba
Darba je řeka na západě Litvy, v Žemaitsku, v Klajpedském kraji, pramení v okrese Kretinga, 1,5 km na západ od vsi Plokščiai, 11 km na severovýchod od Darbėnů. Teče směrem jihozápadním, protéká městem Darbėnai, zde se stáčí na západ. Na západním okraji města protéká rybníkem Darbėnų tvenkinys (9 ha) a po 2 km rybníkem Lazdininkų tvenkinys (108 ha). Po soutoku s řekou Žiba se ostře stáčí na sever, u Butingėského kostela se stáčí na západ a na východním okraji města Šventoji se vlévá do řeky Šventoji jako její levý přítok 7,8 km od jejího ústí do Baltského moře.

## Přítoky

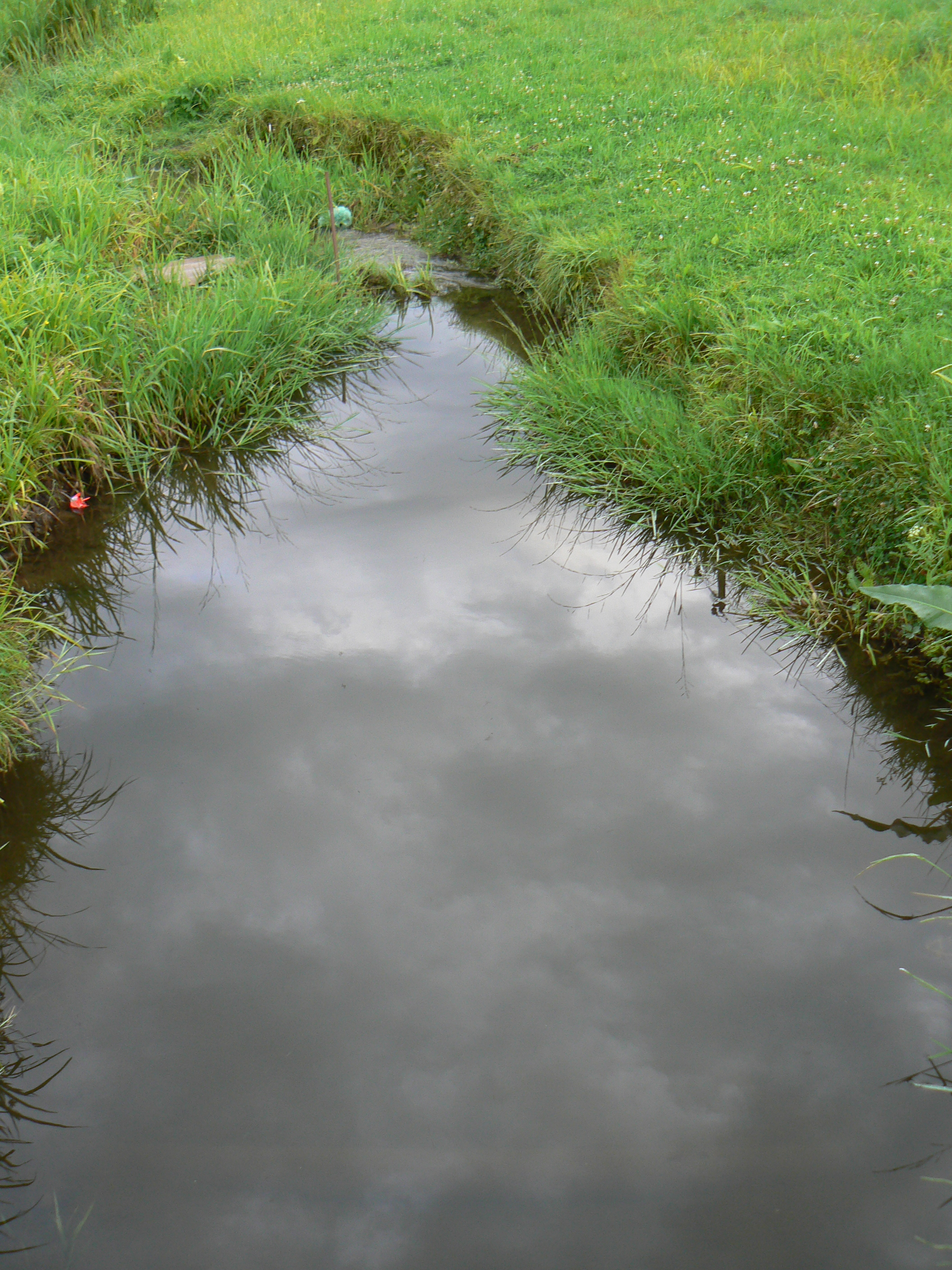
Darba v Darbėnech mezi ulicemi Vaineikių a Vytauto

Levé:
| Hydrologické pořadí | Řeka     | Délka (km) | Povodí (km²) | Vzdálenost od ústí (km) | Ústí kde         | Koordináty ústí                |
| ------------------- | -------- | ---------- | ------------ | ----------------------- | ---------------- | ------------------------------ |
| 20010142            | Dubupis  | 11,5       | 11,6         | 13,3                    | Darbėnai         | 56°1′22″ s. š., 21°15′4″ v. d. |
| 20010144            | Lazdupis | 6,5        | 14,0         | 5,6                     | Želviai          | 56°0′49″ s. š., 21°9′4″ v. d.  |
| 20010145            | Žiba     | 16,0       | 48,0         | 3,6                     | Želviai Šventoji | 56°0′34″ s. š., 21°7′26″ v. d. |

Pravé:
| Hydrologické pořadí | Řeka  | Délka (km) | Povodí (km²) | Vzdálenost od ústí (km) | Ústí kde | Koordináty ústí               |
| ------------------- | ----- | ---------- | ------------ | ----------------------- | -------- | ----------------------------- |
| 20010141            | D – 4 | 2,8        | 1,9          | 17,4                    |          |                               |
| 20010143            | D – 2 | 4,4        | 5,8          | 5,8                     | Želviai  | 56°0′55″ s. š., 21°9′9″ v. d. |

## Obce při řece
- Nausėdai, Auksūdys, Prūdgalis, Darbėnai, Lazdininkai, Mažučiai, Sausdravai, Želviai, Kalgraužiai.

## Komunikace, vedoucí přes řeku
- cesta Auksūdys – Grūšlaukė, silnice Auksūdys – Darbėnai, silnice č. 218 Kretinga – Skuodas, železniční trať Kretinga – Skuodas, cesta Lazdininkai – hráz rybníka Lazdininkų tvenkinys – Mažučiai – Darbėnai, silnice Lazdininkai – Šventoji (dvakrát), dálnice A13 (v tomto místě zatím v plánu – nedokončená)